# Bagh-e Babur
Bagh-e Babur (persiska: باغ بابر) eller Baburs trädgårdar är en historisk park i Kabul, Afghanistan tillika Mogulrikets första kejsare Baburs gravplats. Trädgården tros ha utvecklats omkring 1528 då Babur gav order om att bygga en 'äventyrsträdgård' i Kabul, beskriven till viss del i hans memoarer, Baburnama.
Det var tradition för Mogulrikets prinsar att utveckla platser för rekreation och nöje under deras livstid, och välja en av dessa som platsen för deras sista vila. Bagh-e Babur fortsatte vara av betydelse för Baburs efterträdare och Jehangir gjorde en pilgrimsresa till platsen 1607 när han beslutade att alla trädgårdar i Kabul skulle omges av murar, att en plattform för bön skulle läggas framför Baburs grav och en ristad gravsten skulle ställas vid dess huvud. Under kejsar Shah Jahans besök 1637, restes en marmorskärm omkring gravarna och en moské byggdes på terrassen nedanför. Det finns redogörelser från tiden för besöket att en vattenkanal i sten gick mellan en trädallé från terrassen ner till moskén med dammar på bestämda intervall.

## Historia
Då Babur hade sådan hög rang, skulle han begravas på en plats som anstod honom. Trädgården där man tror Babur önskade bli begraven i är känd som Bagh-e Babur. För Mogulrikets härskare var platsen viktig och de bidrog till ytterligare utveckling av denna och andra gravplatser i Kabul.
Trots att tilläggen till skärmarna av Shah Jahan innehöll hänvisningar till Babur, föreslår Salome Zajadacz-Hastenrath, i sin artikel “A Note on Babur’s Lost Funerary and Enclosure at Kabul” att Shah Jahans arbete förvandlade Bagh-e Babur till en begravningsplats. Hon konstaterar att en “moské byggdes på den trettonde terrassen, terrassen närmst Mekka; den fjortonde, skulle innehålla omslutningen till Baburs grav och gravarna till några av hans manliga släktingar”. Denna förvandling mot en ordentlig begravningsplats, med en omslutning runt Baburs grav, pekar mot Baburs betydelse. Genom att omsluta Baburs grav, särskiljer Shah Jahan medvetet kejsarens grav från andra.

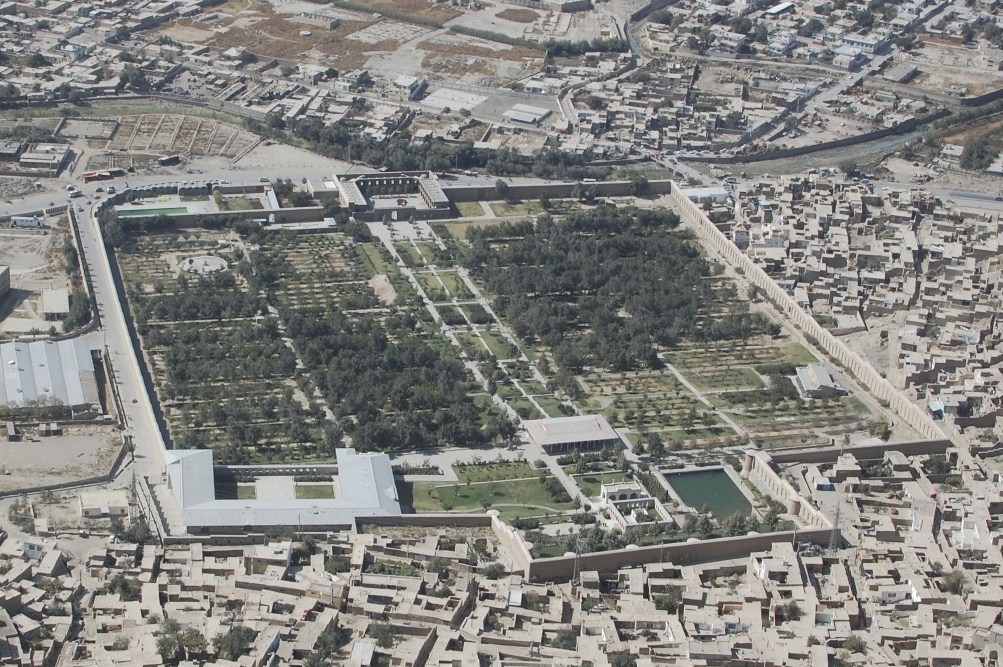
Baburs trädgårdar sett från en närliggande bergstopp 2009.

Den enda antydan som finns av designen finns i en skiss och kort beskrivning av Charles Masson, en brittisk soldat, 1832 och publicerad 1842, året då graven förstördes av en jordbävning. En beskrivning av graven hyllade den “trots att den naturligtvis är i ett dåligt skick, avslöjas ett mästerligt stenhantverk; höga murar med påkostade jali-arbeten och reliefdekorationer.” Mason beskrev graven som “åtföljd av många monument av liknande utseende, till minne av hans släktingar, och de omges av en omslutningsmur i vit marmor, förunderligt och elegant huggna... Ingen person håller uppsikt över dem, och stor frihet har tagit med stenar som använts i de omslutande murarna.” Masons skisser och beskrivningar ger oss den enda moderna synen på hur extravagant graven var.
Bagh-e Babur har förändrats drastiskt från Mogulernas avtryck i tiden och fram till vår tid. Under åren har influenser utifrån format platsens användning. Exempelvis beskriver Aga Khan Historic Cities Programme hur Amir Abdurahman Khan 1880 byggde en paviljong och ett residens för sin fru Bibi Halima. 1933 omvandlades området till ett offentligt rekreationsområde med dammar och fontäner. Ett modernt växthus och en simbassäng lades till 1980. Även om omslutningen till Baburs grav inte längre finns kvar, har Bagh-e Babur förblivit en historiskt viktig plats i Kabul.

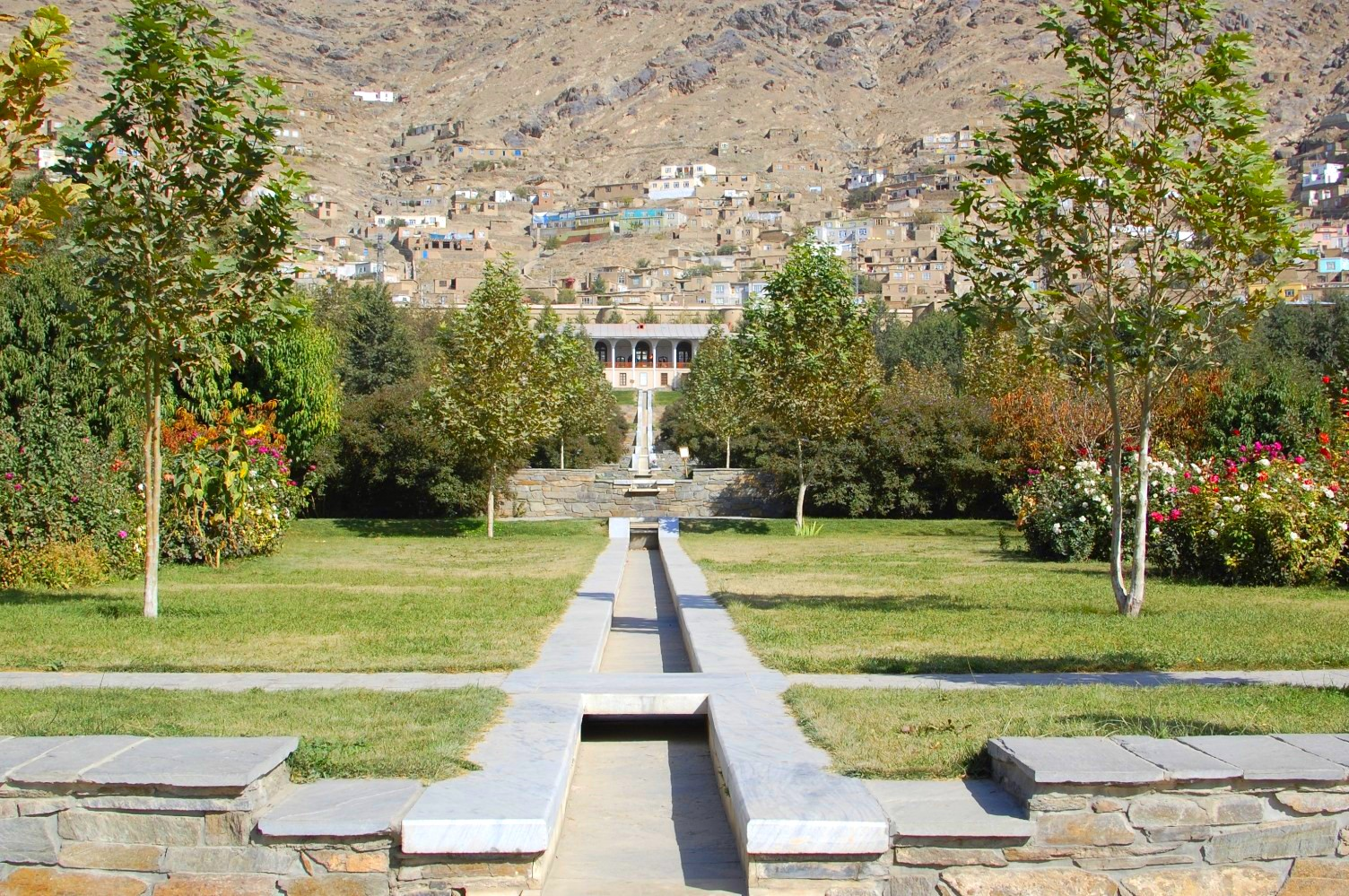
Lönn från Kanada planterades inne i trädgårdarna.

De senaste åren, har man försökt återuppbygga och rekonstruera staden Kabul och Baburs grav. Zahra Breshna, en arkitekt på Department for Preservation & Rehabilitation of Afghanistan’s Urban Heritage, förfäktar att “tyngdpunkten bör läggas på att utveckla och stärka de delvis bortglömda lokala och traditionella aspekterna och samtidigt placera in dem i ett nutida globalt sammanhang. Målet är att bevara traditionerna utan att hindra utvecklandet av en modern social, ekologisk och ekonomisk institution.” Planerare diskuterar även betydelsen av ‘ett återupplivande av den kulturella identiteten’ i arbetet med Kabuls utveckling. Dessa idéer verkar vara i linje med Aga Khans plan.
Planen som tagits fram av Aga Khan efterlyser en rekonstruktion av Bagh-e Babur och innehåller flera nyckelkomponenter. Återuppbyggandet av de yttre murarna, återställandet av Shah Jahans moské och restaureringen av Baburs gravomslutning utgör alla viktiga delar i återställandet av trädgården och ett bidrag till ‘återupplivandet av den kulturella identiteten.’ De yttre murarna, vanliga i många Islamiska städer, skulle ge en omslutning till området. Denna omslutning med orkidéer är traditionell i området.
Den största idén som föreslagits är återuppbyggandet av Baburs grav. Detta arbete skulle skapa en enhet omkring härskaren ansvarig för Kabuls betydelse och återuppbyggandet av historiska kvarter skulle återställa invånarnas stolthet över staden. Arkitekt Abdul Wasay Najimi skriver att “Återställandet av förtroende, stolthet och hopp skulle vara det främsta resultatet i att återintegrera de historiska kvarteren i det allmänna återställandet av Kabul. Detta skulle ha en direkt påverkan av återupplivandet av identiteten.”

## Restaurering

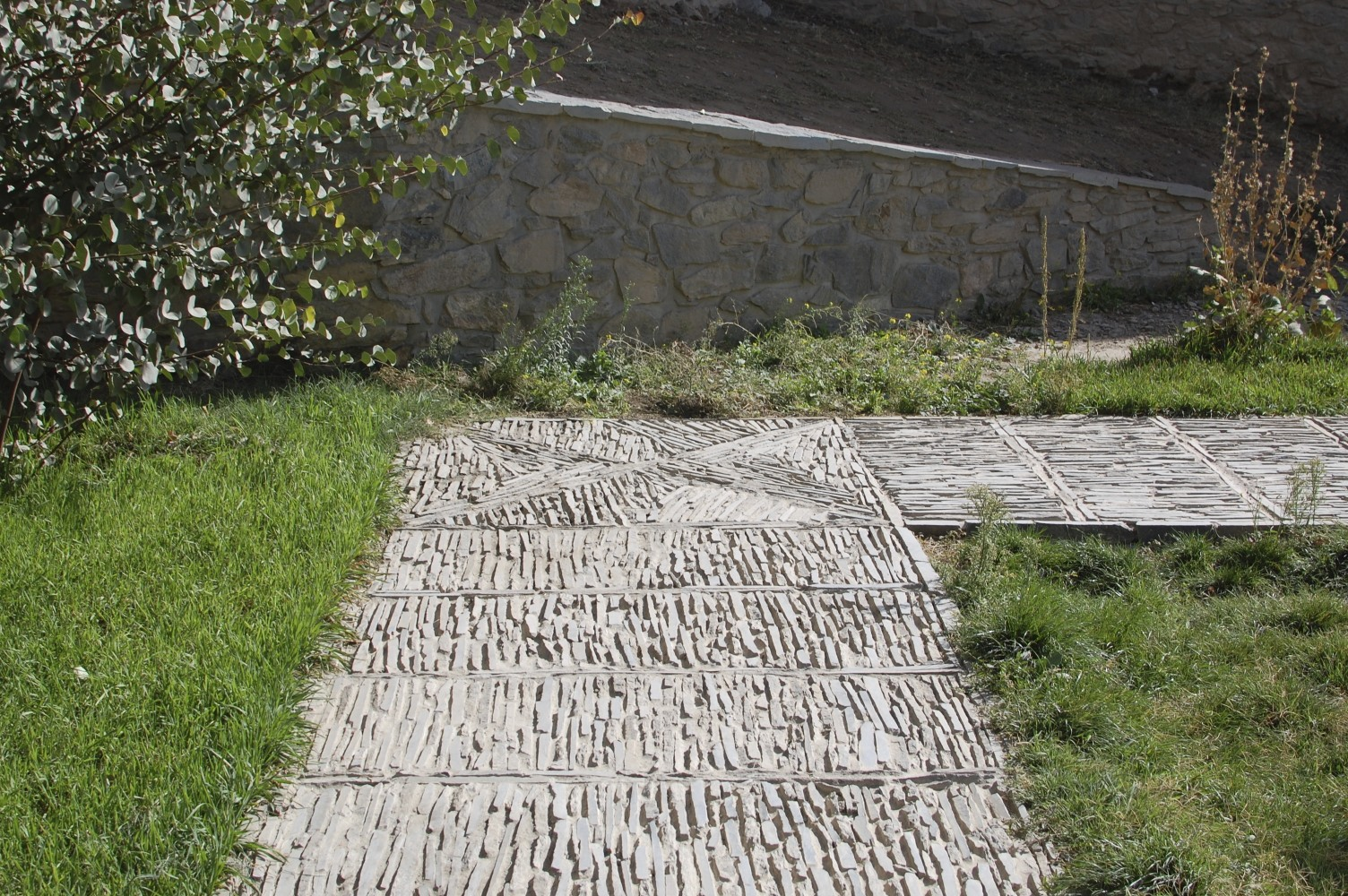
Gångvägarna i trädgården.

Efter detta har en detaljerad undersökning av gränsmurarna till trädgården gjorts. De tros delvis härröra från slutet av 1800-talet och är byggda av en blandning mellan traditionellt handlagd jord (pakhsa) och soltorkat tegel på en stengrund - tekniker som ännu används i landsbygdsbyggnader i Afghanistan. Efter ett omfattande dokumentationsarbete, reparerades eller återuppbyggdes murarna mellan 2002 och 2004. Ett arbete som innebar att nära 100 000 arbetsdagar skapades.
Som en del i att säkerställa noggrannheten i bevarande- och restaureringsarbetet, identifierades och granskades en rad dokument. Utöver specifika referenser till Bagh-e Babur själv, granskades samtida redogörelser för vilka typer av träd som användes och hur distributionen av vatten såg ut, och råd söktes från dem som hade studerat och arbetat med restaurering av andra mogulträdgårdar i regionen.
Sedan 2003, har fokus vad gäller bevarandet legat på den vita marmormoskén som byggdes av Shah Jahan 1675 för att markera hans erövring av Balkh; återställandet av Baburs gravomslutning, reparationerna av trädgårdspaviljongen från början av 1900-talet och återställandet Drottningens palats. Därtill byggdes en ny karavanseraj på grunden till en äldre byggnad vid foten av trädgården (där grunden till en port som byggdes av Shah Jahan också bevarats) och en ny simbassäng utanför trädgårdens gränser.
Betydande investeringar har också gjorts i den naturliga miljön i trädgården med hänsyn till den historiska naturen i landskapet och behovet av nutida besökare. Ett system av delvis rörlagda bevattningssystem har installerats och flera tusen inhemska träd har planterats, däribland plataner, cypresser, hagtorn, vilda körsbärsträd (alubalu, som påstås ha införts norrifrån) och andra frukter och skuggande träd. Baserat på resultatet av arkeologiska utgrävningar, har förhållandet mellan de tretton terrasserna och nätverket med gångar och trappsteg återställts.
Sedan början av 2008 har trädgården skötts av det oberoende Baghe Babur Trust och har fått ett starkt växande antal besökare. Nära 300 000 besökte platsen 2008.

## Galleri

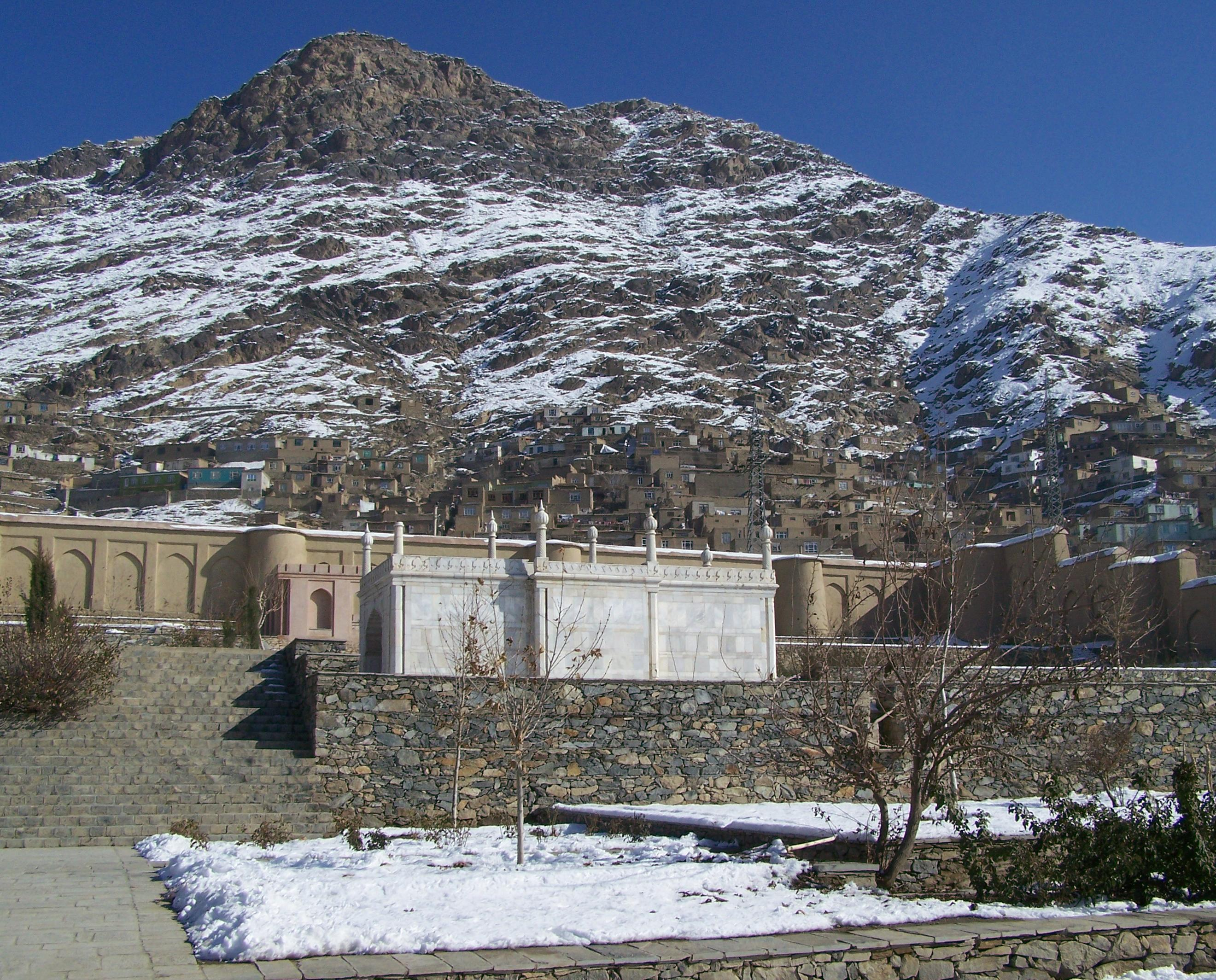
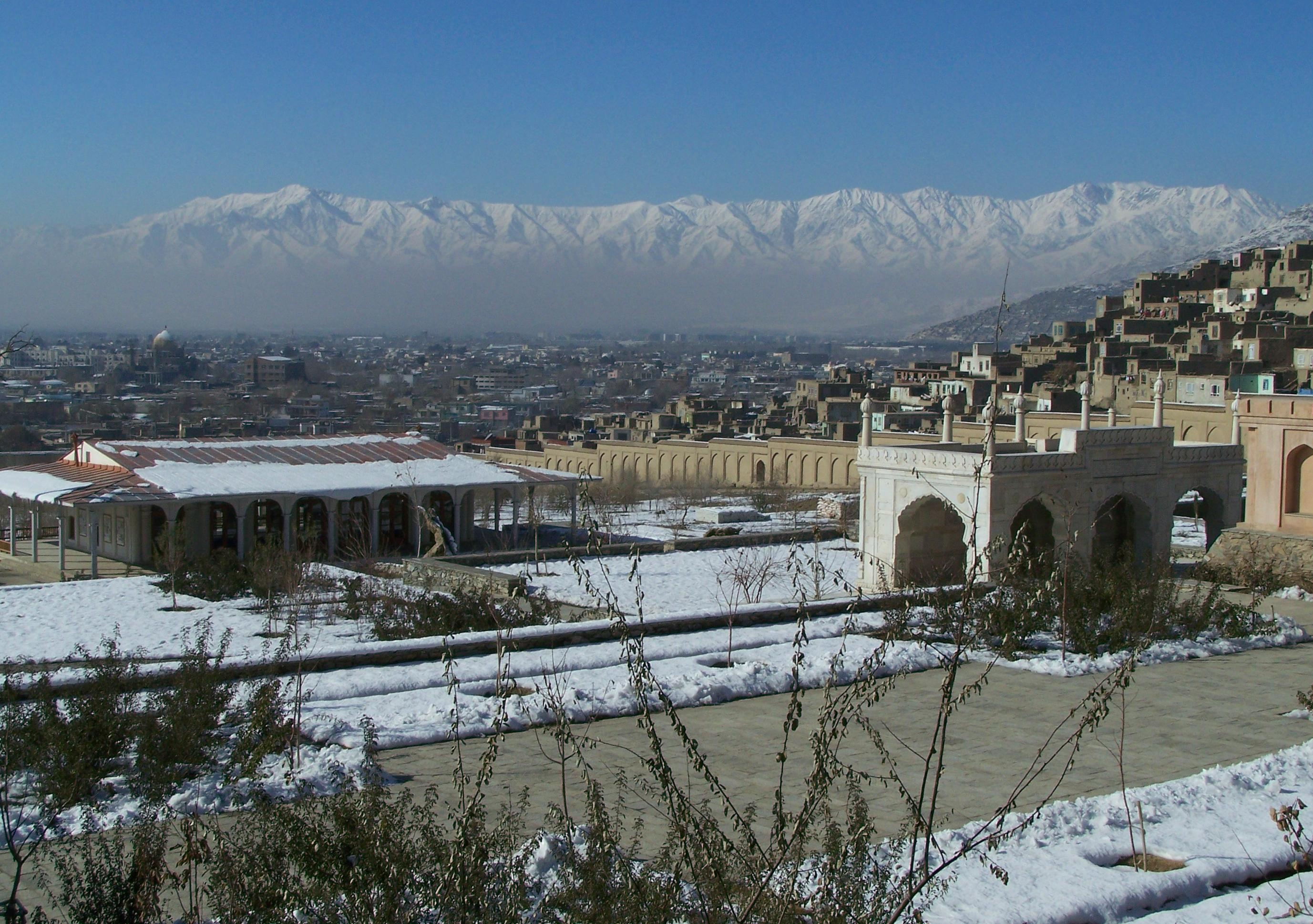
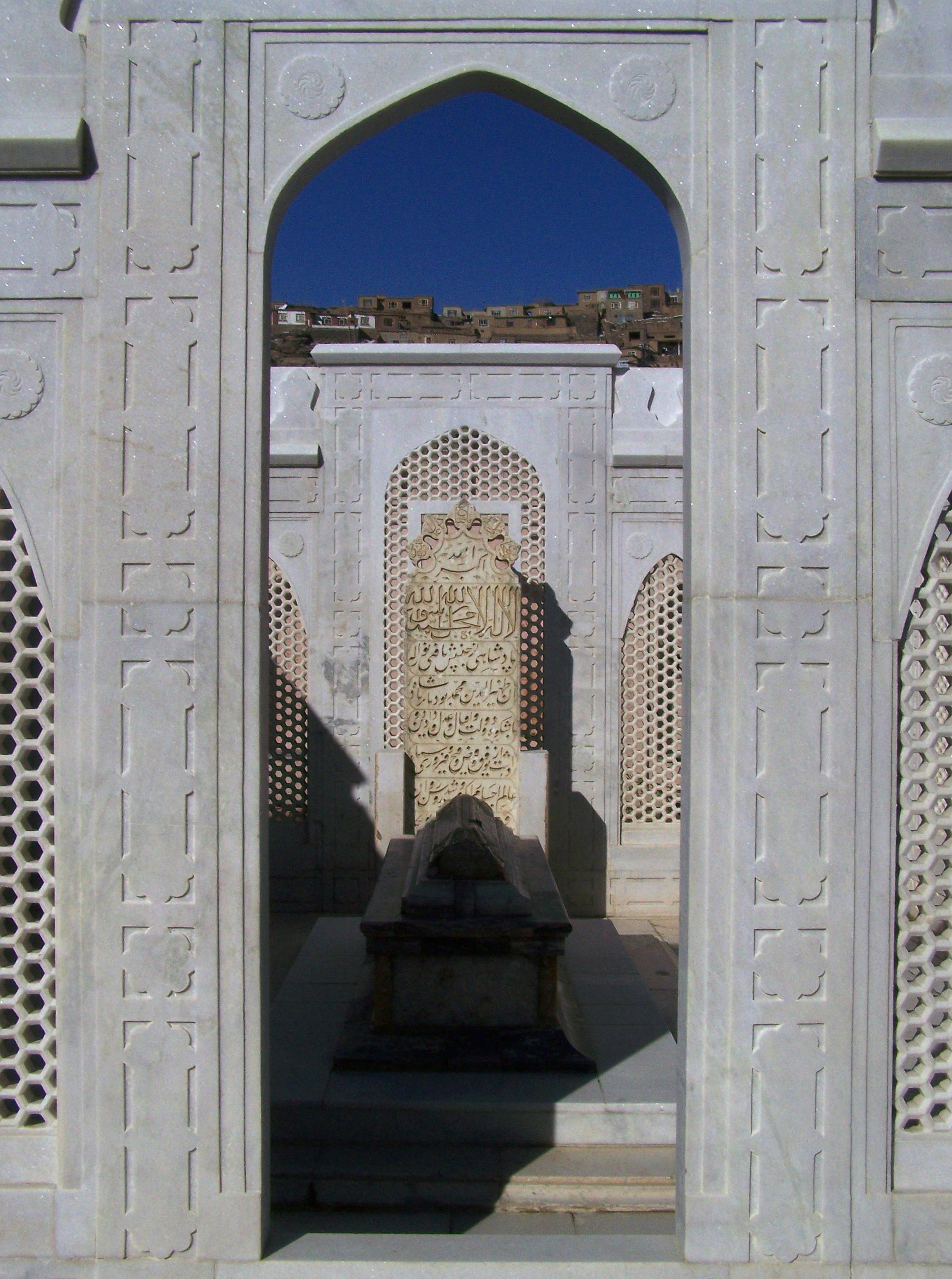
Baburs grav
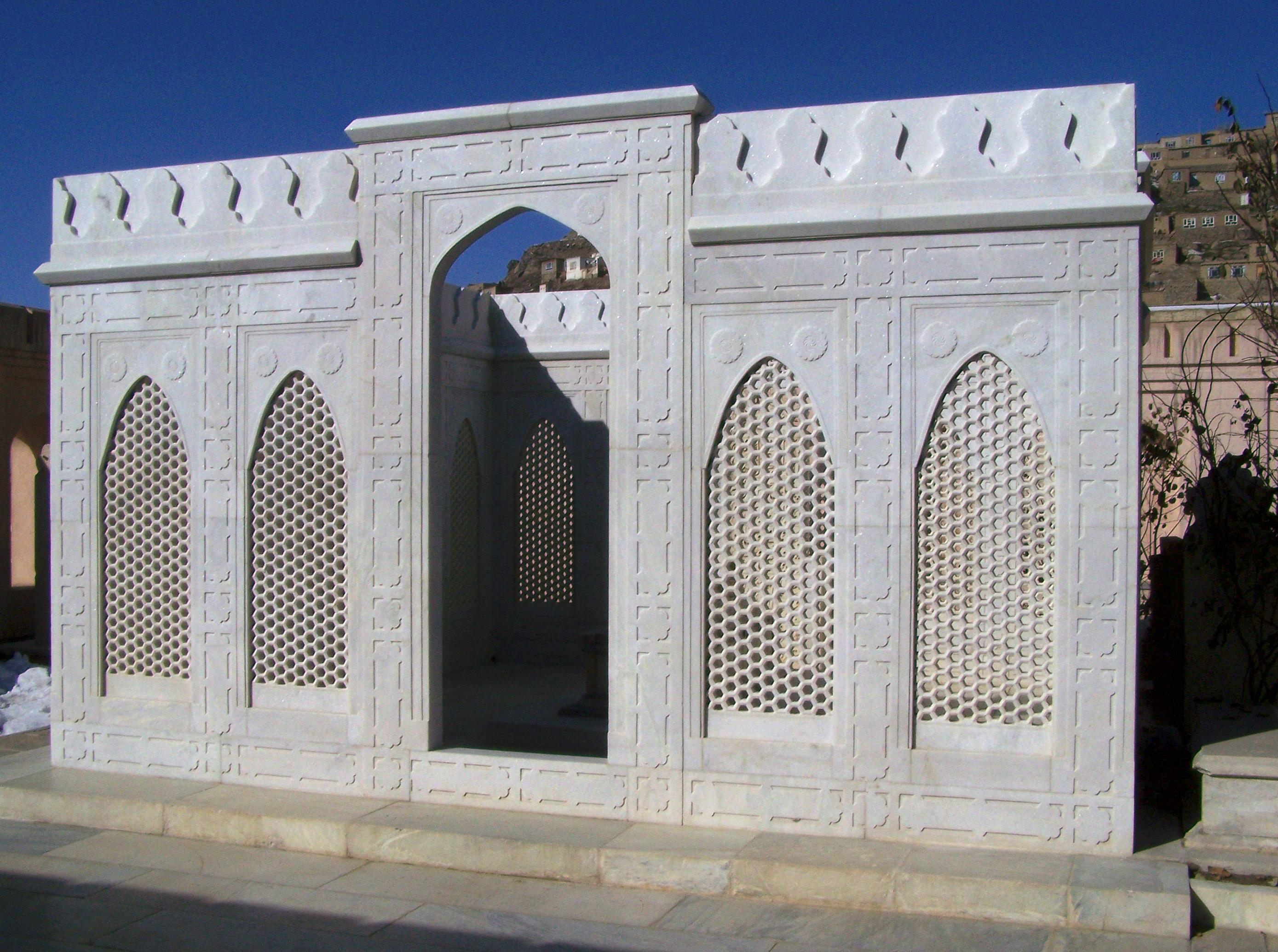
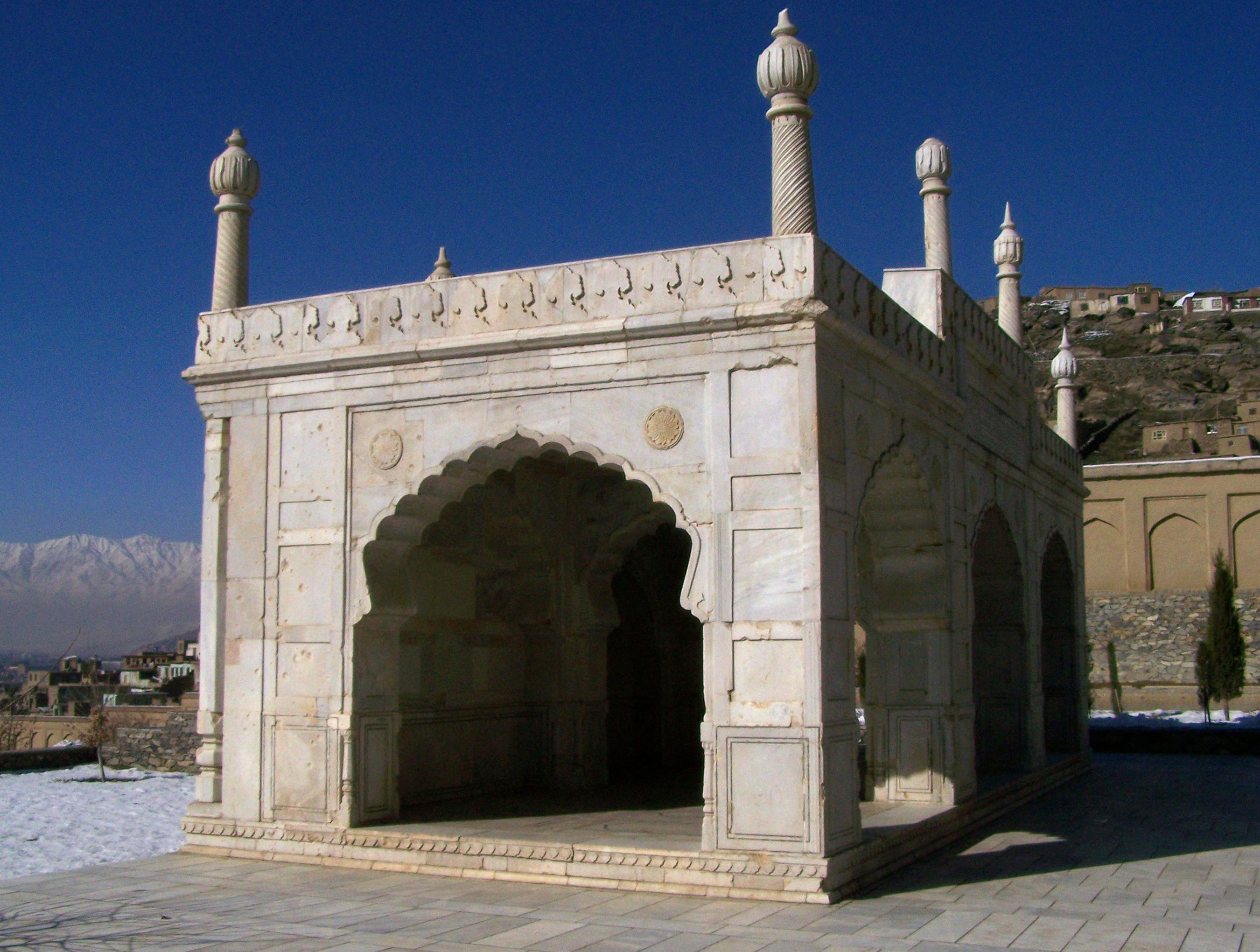
Moskén